# Región Industrial de Kaesong
La región industrial de Kaesong (RIK) es una región administrativa especial de Corea del Norte. Se formó en 2002 a partir de una parte de la ciudad de gobierno directo de Kaesong (la que fue su ciudad matriz, bajo un gobierno directo del líder de Corea del Norte). 
La característica más notable de la región industrial de Kaesong, es que es operado como un proyecto de desarrollo económico colaborativo con el gobierno de Corea del Sur. 
La región permite que las empresas surcoreanas empleen mano de obra barata, educada, cualificada y con fluidez en el coreano, al tiempo que proporciona a Corea del Norte una importante fuente de divisas, es decir, que en la práctica es una zona económica especial norcoreana, creada para obtener divisa surcoreana.
Está ubicada a unos diez kilómetros al norte de la zona desmilitarizada de Corea, con acceso directo por carretera y ferrocarril a Corea del Sur.
En abril de 2013, alrededor de 123 empresas surcoreanas empleaban a aproximadamente 53.000 trabajadores norcoreanos y 800 surcoreanos. El salario total de los trabajadores rondaba los 90 millones de dólares cada año, que fueron pagados directamente al gobierno de Corea del Norte.
En algunos momentos de tensión entre Corea del Norte y Corea del Sur, el acceso del sur a la región ha sido restringido. 
El 3 de abril de 2013, durante la crisis coreana de 2013, Corea del Norte bloqueó el acceso a la región a todos los ciudadanos surcoreanos. El 8 de abril de 2013, el gobierno norcoreano retiró a todos los 53.000 trabajadores norcoreanos de Kaesong, y que cerró todas las actividades. El 15 de agosto de 2013 ambos países acordaron que la actividad industrial debería reanudarse.
El 10 de febrero de 2016, fue cerrada temporalmente por el gobierno de Corea del Sur en protesta por las continuas provocaciones de Corea del Norte (incluido un lanzamiento de satélite y una prueba de una bomba de hidrógeno en enero de 2016). Al día siguiente, el Norte anunció que iba a expulsar a todos los trabajadores surcoreanos y dijo que congelaría todos los bienes y equipos de Corea del Sur. Los 280 trabajadores surcoreanos en Kaesong se fueron horas después del anuncio del Norte. 
Todo el personal surcoreano fue retirado por la administración de Park Geun-hye, aunque el presidente sucesor de Park, Moon Jae-in, ha manifestado su deseo de "reabrir y expandir " la industria en Kaesong, aunque se está lejos de llegar a un acuerdo.

## Parque Industrial

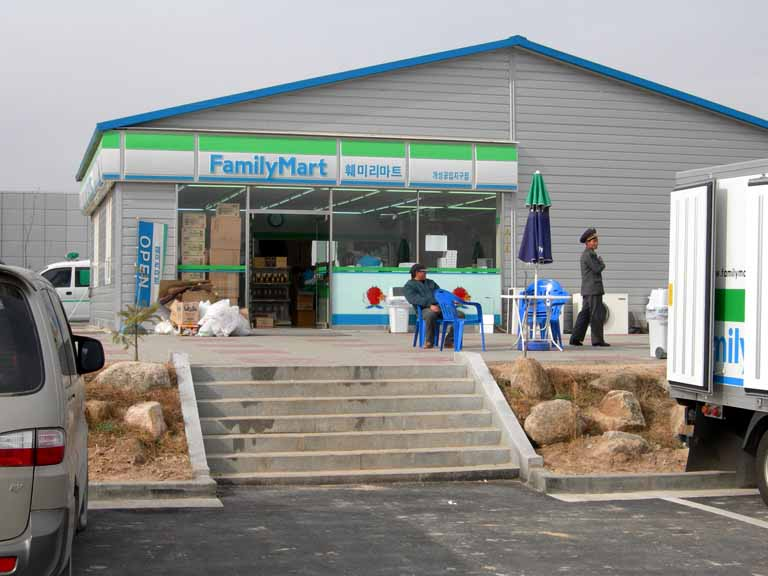
Tienda de conveniencia Family Mart en la zona industrial de Kaesong (Gaesong), RPDC.

La construcción comenzó en junio de 2003, y en agosto de 2003 Corea del Norte y del Sur ratificaron cuatro acuerdos fiscales y contables para apoyar la apertura e inversión en Kaesong. 
La construcción se completó en junio de 2004 y el parque industrial se inauguró en diciembre de 2004.

### Fase Inicial
En la fase inicial, 15 empresas surcoreanas construyeron instalaciones de fabricación manufacturera. Tres de las compañías comenzaron a operar en marzo de 2005. Los planes de la fase inicial preveían la participación de 250 empresas surcoreanas a partir de 2006, empleando a unos 100.000 trabajadores para  el 2007.

### Fase Final (planificada)
Se esperaba que el parque se completara en 2012, cubriendo unos 65 km² y empleando a 700.000 trabajadores. La fase también requería una zona (aproximadamente un tercio del tamaño de la zona industrial) destinada a infraestructuras que promovieran la calidad de vida. Específicamente, esto significaba la creación de áreas residenciales, hospitales, centros comerciales e incluso un parque temático propuesto para atraer turistas.

### Organización
El parque industrial de Kaesong está dirigido por un comité surcoreano, que tiene un contrato de arrendamiento de 50 años, que comenzó en 2004. 
Hyundai Asan, una división del conglomerado surcoreano Hyundai, ha sido contratada por el gobierno norcoreano para que desarrolle las infraestructuras. 
Las empresas están aprovechando la mano de obra de bajo coste disponible en el Norte para competir con China para crear productos de gama baja, como zapatos, ropa y relojes.
Park Suhk-sam, economista senior del Banco de Corea, predijo en 2012, que la zona industrial podría crear unos 725.000 empleos aproximadamente y generar unos 500 millones de dólares en ingresos salariales anuales para Corea del Norte.
Cinco años después, se estima que ganarían mil millones de dólares anuales impuestos gravados a las empresas surcoreanas que participaran en el proyecto industrial. 

### Empresas participantes
Al final del primer año completo de operaciones, 11 empresas surcoreanas estaban operando en la región industrial de Kaesong. 
Para 2006, las 15 firmas iniciales habían comenzado a producir, (JCCOM, Yongin Electronics, TS Precision Machinery, JY Solutec, Magic Micro, Hosan Ace, Romanson, Munchang Co., Daewha Fuel Pump, Taesong Industrial, Bucheon Industrial, Samduk Trading, Shinwon , SJ Tech y Sonoko Cuisine Ware).
En febrero de 2016, poco antes del último cierre del parque, el número de empresas surcoreanas que operaban en el parque había aumentado a 124.
Los diferentes tipos de fabricación realizados en el parque se desglosaban en 71 textiles, diversas firmas de ropa, 9 firmas de productos químicos, 23 que se dedican a metales y maquinaria, 13 que producen productos electrónicos y 8 empresas dedicadas a otros tipos de producción.

## Obstáculos
La zona enfrenta una serie de obstáculos. Entre las más urgentes están las sanciones económicas de los Estados Unidos contra el Norte, que prohíben las importaciones de tecnologías y bienes clave, como las computadoras.

### Contratos de Alquiler y Salarios
En mayo de 2009, El gobierno de Pyongyang anunció que eliminaba unilateralmente los acuerdos salariales y de alquiler en el parque industrial. 
En junio de 2009, Corea del Norte también exigió nuevos salarios de 300 dólares al mes para sus 40.000 trabajadores, en comparación con los 75 dólares que habían estado recibiendo anteriormente.
En septiembre, una visita a Corea del Norte de la presidenta del Grupo Hyundai llevó a una resolución a las demandas del Norte, con aumentos salariales leves pero sin cambios en los alquileres del parque industrial.
En 2012, los salarios se estimaron en alrededor de 160 dólares por mes, aproximadamente una quinta parte del salario mínimo de Corea del Sur y aproximadamente una cuarta parte de los salarios medios chinos.

### Ingresos e Impuestos
En 2012, el Ministerio de Unificación fue informado de que 8 de las 123 empresas habían recibido un aviso de recaudación de impuestos. 
Los avisos fueron hechos por una decisión unilateral de Corea del Norte. Las ocho compañías fueron informadas de un aviso para pagar 170.208.077 wones (160,000 dólares) en impuestos; dos de las compañías ya han pagado 20.000 dólares en impuestos a los norcoreanos.
Las decisiones unilaterales de la Oficina General Directa Especial Central de enmendar los estatutos constituyen una violación de la Ley del Distrito Industrial de Kaesong, que requiere que cualquier revisión de las leyes se negocie entre el Norte y el Sur.

### Incidentes

#### Incidente del Cheonan
En mayo de 2010, la Corbeta Cheonan se hunde, posiblemente por un ataque norcoreano. Corea del Sur responde a ese ataque, y Corea del Norte decide cortar los lazos con Corea del Sur, sin embargo, las actividades existentes en la zona se mantuvieron, el transporte y los teléfonos para los surcoreanos en Kaesong funcionaban normalmente.

#### Cierre y reapertura de 2013
El 3 de abril de 2013, Corea del Norte comenzó a negar a los empleados surcoreanos el acceso a la región. 
Esto hizo que las tensiones comenzaran a aumentar rápidamente entre Seúl y Pyongyang. El 8 de abril, Corea del Norte retiró a los 53.000 trabajadores norcoreanos del complejo industrial, suspendiendo por completo sus operaciones.Sin embargo, los 406 surcoreanos permanecieron en el complejo después de su cierre efectivo.
El 17 de abril, Corea del Norte prohibió a una delegación de 10 empresarios surcoreanos entregar alimentos y suministros a los 200 empleados surcoreanos que permanecían en la zona industrial. El 26 de abril de 2013, Corea del Sur decidió retirar todo el personal restante, y el 4 de mayo, los últimos siete surcoreanos abandonaron la Región Industrial de Kaesong, por lo tanto se cerró por completo.
El 4 de julio, ambos países acordaron, en principio, que Kaesong debería reabrirse, ya que las tensiones entre los dos comenzaron a enfriarse. Se llevaron a cabo seis rondas de conversaciones sin llegar a un acuerdo concreto, con la insistencia de Corea del Sur en una disposición para evitar que Corea del Norte cierre el complejo nuevamente en el futuro. 
Durante la primera semana de agosto de 2013, Corea del Norte reiteró que la reapertura del complejo era de interés para ambas naciones. 
El 13 de agosto, Corea del Sur dijo que comenzaría a distribuir pagos de seguros a las empresas en el complejo, pero también dijo que estaba abierto a nuevas conversaciones sobre el control conjunto de Kaesong. La medida, vista como precursora del cierre formal de la región, provocó una séptima ronda de conversaciones que Corea del Sur calificó como "final". 
Se alcanzó un acuerdo oficial para reabrir el complejo, y se firmó el 15 de agosto de 2013. El acuerdo incluía disposiciones diseñadas para garantizar un cierre similar en el futuro, y que por tanto las empresas se vieran cubiertas por seguros.
El 13 de septiembre, antes de la reapertura de la región industrial de Kaesong, los dos gobiernos celebraron una reunión del subcomité para resolver problemas adicionales relacionados con la entrada, la suspensión legal, la comunicación, las aduanas y el paso. Esta reunión también discutió la reanudación del turismo en la región turística del Monte Kumgang.
El 16 de septiembre, Kaesong fue reabierta después de cinco meses. Todas las 123 empresas que operaban en Kaesong experimentaron pérdidas equivalentes a un total combinado de 944 millones de dólares.

#### Cierre  de 2016
El 10 de febrero de 2016, en respuesta al lanzamiento de un cohete por parte del Norte, Corea del Sur anunció que, por primera vez, detendría las operaciones en la región y comentó que el lanzamiento era en realidad, una prueba de misiles balísticos encubiertos. Seúl dijo que todas las operaciones en el complejo se detendrían, para así evitar que el Norte use la inversión del Sur "para financiar su desarrollo nuclear y de misiles". Al día siguiente, el Norte anunció que estaba expulsando a todos los trabajadores de Corea del Sur y dijo que congelaría todos los activos y equipos de Corea del Sur. Los 280 trabajadores surcoreanos presentes en Kaesong se fueron horas después del anuncio del Norte.
El jueves 11 de febrero, unos minutos antes de la medianoche, el Sur anunció que había cortado el suministro de electricidad y agua a Kaesong, que abastecía la zona de la fábrica.
En la política interna de Corea del Sur, había dos puntos de vistasobre el cierre de 2016. El Partido Libertad de Corea abogó por el cierre, afirmando que era el único medio para poner fin a las provocaciones de Corea del Norte, otros dos partidos, el Partido Demócrata de Corea y el Partido Popular, afirmaron que se necesita más comunicación y que el cierre solo aumentaría las tensiones en la península coreana. El Partido Libertad de Corea, (el gobernante en ese momento), dijo durante el anuncio del cierre de la Región: "Corea del Norte realizó la cuarta prueba nuclear y el lanzamiento de cohetes, independientemente de las persistentes advertencias del gobierno de Corea del Sur y de la sociedad internacional. Comunicación y persuasión, las 'zanahorias' ya no funcionan. Necesitamos sanciones más poderosas contra Corea del Norte ". Por otro lado, el Partido Demócrata de Corea y el Partido Popular, que eran los partidos de la oposición, argumentaron que Corea del Norte nunca ha detenido su provocación, incluso durante su Marcha ardua, o durante la hambruna de Corea del Norte, enfatizando que un simple cierre nunca impediría a Norte Corea por probar armas nucleares y lanzar misiles, y que por tanto, este cierre solo hace perder dinero a las empresas surcoreanas. También dicen que la Región Industrial de Kaesong fue la última esperanza para la resolución pacífica de las tensiones entre el Sur y el Norte, pero ahora que está cerrada, el temor de los ciudadanos surcoreanos por la defensa nacional se intensificará [38]
En diciembre de 2017, un panel de expertos que investigaba la decisión de cerrar la actividad productiva en la región, descubrió que no había evidencia de que Corea del Norte hubiera desviado los salarios para financiar su programa nuclear. El jefe del panel, Kim Jong-soo, dijo: "La oficina presidencial propagó el argumento de que se desviaba el dinero de los salarios hacia el programa nuclear, pero sin información concreta, evidencia suficiente ni consultas con agencias relacionadas, principalmente citando testimonios de desertores que carecen de objetividad y credibilidad. Esto perjudica la legitimidad de la decisión y podría limitar nuestra posición negociadora sobre un futuro reinicio del complejo, al tiempo que obstaculiza los derechos de las empresas para proteger sus activos debido al apresurado proceso de retirada "
El grupo de empresas, que sufrieron pérdidas de 250 mil millones de wones (200 millones de dólares) debido al cierre exigió una disculpa y comentaron: "Ahora que el reclamo de desviación salarial ha resultado infundado, el gobierno debe disculparse por abusar del poder estatal para suspender el complejo y hacer los mayores esfuerzos para reabrirlo".

#### Oficina de Enlace Intercoreana, 2018
El 14 de septiembre de 2018, se inauguró oficialmente la Oficina de Enlace Intercoreana, ubicada en la región. Esta asegura una mejor comunicación entre ambas Coreas.

#### Restauración del suministro de agua
El 10 de octubre de 2018, Corea del Sur reanudó el suministro de agua a la región. El 11 de octubre, la planta local de tratamiento de agua había sido restaurada.

## Transporte
Hay dos modos de viajar a la Región industrial de Kaesong, por carretera y por ferrocarril.

### Ferrocarril
Kaesong está administrada por el servicio de ferrocarril estatal norcoreano, desde la estación de Panmun a través de la línea Pyongbu. Hay acceso ferroviario hacia Corea del Sur (operado por Korail ) a través de la línea Gyeongui, pero no se sabe qué restricciones se aplican. En noviembre de 2007 se llegó a un acuerdo para restablecer los servicios de transporte de mercancías por ferrocarril.
La estación más cercana en Corea del Sur es la estación Dorasan, desde donde se puede tomar un acceso por carretera hasta el norte.

### Carretera

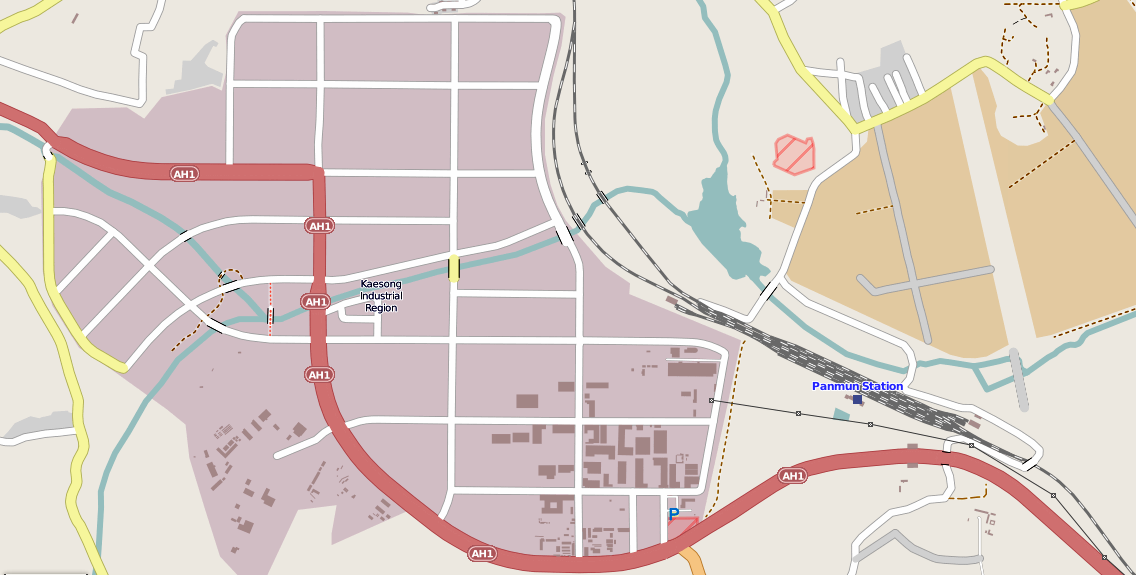
Mapa de la Región, en rojo, la carretera AH 1 (Asian highway 1, traducido como Carretera asiática N.º 1)

El acceso por carretera está disponible para los trabajadores de Corea del Sur, a través de la Ruta Nacional de Corea del Sur 1 a la zona desmilitarizada y luego a Kaesong a través de la Carretera Asiática Nº 1, en el Norte. La ruta entre las dos carreteras es una carretera pavimentada. No hay caminos de conexión en y solo hay un cambio de dirección en el sur antes de ingresar al norte. El acceso a la carretera está cerrado si existen restricciones desde los puntos de control al ingresar a la zona desmilitarizada.